# Kreisverkehrsgesellschaft Salzland
Die Kreisverkehrsgesellschaft Salzland mbH (KVG) ist ein regionales Busunternehmen mit Sitz in Bernburg. Sie führt den Öffentlichen Personennahverkehr in Sachsen-Anhalt im Salzlandkreis durch.

## Bedienungsgebiet
Das Aufgabenfeld der KVG Salzland sind die ehemaligen Landkreise Bernburg, Schönebeck und Aschersleben-Staßfurt bzw. des heutigen Salzlandkreises mit einer Fläche von ca. 1.426 km².

## Geschichte
Die Kreisverkehrsgesellschaft wurde am 29. August 1991 gegründet noch unter dem Namen Kreisverkehrsgesellschaft Bernburg mbH. Durch die Kreisreform im Jahr 2007 wurde eine Neustrukturierung im Personennahverkehr notwendig. Infolgedessen firmiert die Kreisverkehrsgesellschaft Bernburg mbH seit dem 30. Juni 2011 als Kreisverkehrsgesellschaft Salzland mbH. Gleichzeitig wurde die Personennahverkehr Staßfurt GmbH als Tochterunternehmen übernommen.
Am 14. September 2011 hat die KVG Salzland den Betriebshof Aschersleben von der Verkehrsgesellschaft Südharz mbH übernommen. Dabei wurden alle dort erbringenden Verkehrsleistungen wie Linien, Fahrzeuge und Personal übernommen.
Zum 1. August 2012 wurden die Liniennummern auf Stand des Magdeburger Regionalverkehrsverbund gültigen Nummernkreis angepasst.
Die Linien Aschersleben-Ballenstedt und Aschersleben-Pansfelde, sie verkehrten hauptsächlich im Landkreis Harz, wurden von der KVG Salzland gleichzeitig an die Q-Bus Nahverkehrsgesellschaft mbH Ballenstedt abgegeben.

## Linienübersicht
| Linie | Endpunkte                                                                                  | Verlauf                                                                                    |          |
| ----- | ------------------------------------------------------------------------------------------ | ------------------------------------------------------------------------------------------ | -------- |
| 111   | Bernburg ↔ Staßfurt                                                                        | Ilberstedt – Güsten – Rathmannsdorf                                                        |          |
| 112   | Bernburg Strenzfeld – Hauptbahnhof – Busbahnhof – PEP-Markt                                | Bernburg Strenzfeld – Hauptbahnhof – Busbahnhof – PEP-Markt                                | StadtBus |
| 113   | Bernburg Borgesdorf – Gerbitz – Latdorf – Dröbel – Bernburg – Neuborna – Gröna             | Bernburg Borgesdorf – Gerbitz – Latdorf – Dröbel – Bernburg – Neuborna – Gröna             | StadtBus |
| 114   | Bernburg Klinikum – Süd-Ost – Busbahnhof – Hauptbahnhof – Hegebreite                       | Bernburg Klinikum – Süd-Ost – Busbahnhof – Hauptbahnhof – Hegebreite                       | StadtBus |
| 115   | Bernburg Strenzfeld – Flutbrücke – Marienkirche – Busbahnhof – Süd/Ost – PEP-Markt         | Bernburg Strenzfeld – Flutbrücke – Marienkirche – Busbahnhof – Süd/Ost – PEP-Markt         | StadtBus |
| 116   | Bernburg ↔ Könnern                                                                         | Aderstedt – Plötzkau – Alsleben                                                            |          |
| 117   | Bernburg ↔ Neugattersleben                                                                 | Nienburg                                                                                   |          |
| 118   | Bernburg ↔ Biendorf                                                                        | Roschwitz – Baalberge – Crüchern                                                           |          |
| 119   | Bernburg ↔ Gerlebogk                                                                       | Baalberge – Peißen – Preußlitz                                                             |          |
| 120   | Baalberge ↔ Könnern                                                                        | Bebitz – Lebendorf – Gerlebogk                                                             |          |
| 121   | Bernburg ↔ Belleben                                                                        | Beesedau – Beesenlaublingen – Alsleben                                                     |          |
| 122   | Brucke ↔ Haus Zeitz                                                                        | Strenznaundorf – Piesdorf – Belleben                                                       |          |
| 123   | Latdorf ↔ Nienburg                                                                         | Borgesdorf – Pobzig – Gerbitz – Wedlitz                                                    |          |
| 125   | Bernburg ↔ Gerlebogk                                                                       | Bebitz – Trebitz – Könnern – Sieglitz                                                      |          |
| 126   | Könnern ↔ Brucke                                                                           | Nelben – Zellewitz – Zickeritz                                                             |          |
| 130-A | Schönebeck Salzblume – Markt – Bahnhof – Poliklinik – Blauer Stein – Salzelmen             | Schönebeck Salzblume – Markt – Bahnhof – Poliklinik – Blauer Stein – Salzelmen             | StadtBus |
| 130-B | Schönebeck Bahnhof – Westfriedhof – S-Bahnhof Süd – Einkaufspark Süd – Felgeleben          | Schönebeck Bahnhof – Westfriedhof – S-Bahnhof Süd – Einkaufspark Süd – Felgeleben          | StadtBus |
| 131   | Nienburg ↔ Barby                                                                           | Jesar – Calbe – Tornitz – Werkleitz                                                        |          |
| 132   | Schönebeck ↔ Barby                                                                         | Zackmünde – Gnadau – Glinde – Pömmelte                                                     |          |
| 133   | Schönebeck (Ringlinie)                                                                     | Salzelmen – Welsleben – Biere                                                              |          |
| 134   | Calbe ↔ Magdeburg                                                                          | Eickendorf – Biere – Dodendorf – Beyendorf                                                 |          |
| 135   | Schönebeck ↔ Förderstedt                                                                   | Salzelmen – Welsleben – Biere – Eickendorf                                                 |          |
| 136   | Calbe ↔ Rajoch                                                                             | Sachsendorf – Groß Rosenburg – Lödderitz                                                   |          |
| 137   | Schönebeck ↔ Ranies                                                                        | Grünewalde – Elbenau – Plötzky – Pretzien                                                  |          |
| 138   | Calbe ↔ Neugattersleben                                                                    | Brumby – Glöthe – Förderstedt – Atzendorf                                                  |          |
| 139   | Bernburg ↔ Schönebeck                                                                      | Nienburg – Calbe – Eggersdorf – Salzelmen                                                  |          |
| 140   | Aschersleben ↔ Quedlinburg                                                                 | Reinstedt – Hoym – Morgenrot                                                               | TaktBus  |
| 141   | Aschersleben Klinikum – Bahnhof – Friedhof – Fachhochschule Polizei – Bahnhof – Klinikum   | Aschersleben Klinikum – Bahnhof – Friedhof – Fachhochschule Polizei – Bahnhof – Klinikum   | StadtBus |
| 142   | Aschersleben Kaufland – Zoo – Busbahnhof – Fachhochschule Polizei – Friedhof – Siemensstr. | Aschersleben Kaufland – Zoo – Busbahnhof – Fachhochschule Polizei – Friedhof – Siemensstr. | StadtBus |
| 143   | Aschersleben ↔ Güsten                                                                      | Groß Schierstedt – Giersleben – Warmsdorf                                                  |          |
| 144   | Aschersleben ↔ Egeln                                                                       | Winningen – Cochstedt – Schneidlingen                                                      |          |
| 145   | Aschersleben ↔ Nachterstedt                                                                | Neu Königsaue – Schadeleben – Gatersleben                                                  |          |
| 146   | Aschersleben ↔ Staßfurt                                                                    | Neundorf                                                                                   |          |
| 147   | Aschersleben ↔ Ulzigerode                                                                  | Westdorf – Welbsleben – Harkerode                                                          |          |
| 148   | Aschersleben ↔ Nachterstedt                                                                | Frose – Hoym                                                                               |          |
| 149   | Aschersleben ↔ Alsleben                                                                    | Mehringen – Freckleben – Schackstedt                                                       |          |
| 150   | Staßfurt Athensleben – Löderburg – Staßfurt – Hecklingen – Gänsefurth                      | Staßfurt Athensleben – Löderburg – Staßfurt – Hecklingen – Gänsefurth                      | StadtBus |
| 151   | Staßfurt Nord – Bahnhof – Rathmannsdorf – Hohenerxleben – Bahnhof – Nord                   | Staßfurt Nord – Bahnhof – Rathmannsdorf – Hohenerxleben – Bahnhof – Nord                   | StadtBus |
| 153   | Staßfurt ↔ Neundorf                                                                        |                                                                                            |          |
| 156   | Egeln ↔ Egeln                                                                              | Etgersleben – Westeregeln – Hakeborn                                                       |          |
| 157   | Staßfurt ↔ Egeln                                                                           | Neu Staßfurt – Unseburg – Wolmirsleben                                                     |          |
| 158   | Staßfurt ↔ Bernburg                                                                        | Rathmannsdorf – Ilberstedt                                                                 |          |
| 159   | Staßfurt ↔ Egeln                                                                           | Förderstedt – Borne – Unseburg – Tarthun                                                   |          |
| 160   | Staßfurt ↔ Egeln                                                                           | Hecklingen – Groß Börnecke – Schneidlingen                                                 |          |
| 161   | Egeln ↔ Magdeburg                                                                          | Langenweddingen                                                                            |          |

### TaktBus
Die Linie 140 (Aschersleben-Hoym-Quedlinburg) verkehrt seit dem 15. Dezember 2019 als TaktBus. Zudem ist sie seit 14. Dezember 2014 auch im Bahn-Bus-Landesnetz Sachsen-Anhalt und durch das Zeichen <O> Mein Takt erkennbar.

## Magdeburger Regionalverkehrsverbund
Seit dem 10. Dezember 2010 ist die KVG Salzland Mitglied im Magdeburger Regionalverkehrsverbund (marego.). Dadurch sind Fahrten mit nur einem Fahrschein in die Landeshauptstadt Magdeburg und den Landkreisen Börde, Jerichower Land möglich.